# Fuente de Santa Marina

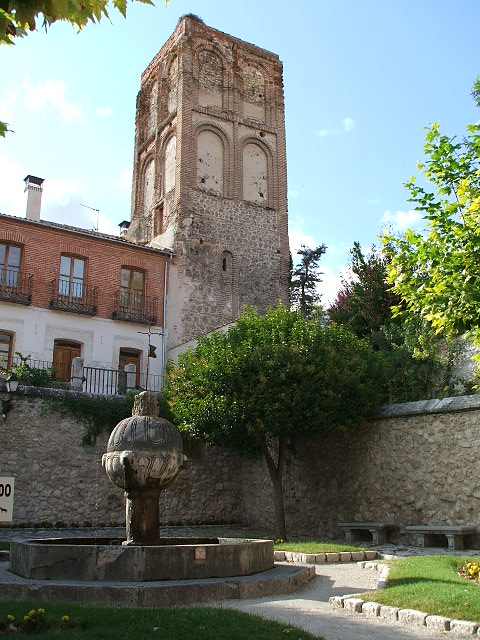
Vista de la fuente de Santa Marina.

La fuente de Santa Marina es una fuente situada en la plaza del mismo nombre de la villa segoviana de Cuéllar (Castilla y León). Toma su nombre de la iglesia de Santa Marina, que se encuentra frente a la fuente.
Estuvo emplazada primitivamente en uno de los lados de la plaza Mayor, y trasladada a mediados del siglo XX a su actual emplazamiento.
Se trata de una fuente de piedra de estilo gótico, posiblemente formada por dos pilas bautismales románicas. Está rodeada de una pequeña zona ajardinada, y fue restaurada en una actuación de limpieza y acondicionamiento de la zona.